# Meta Horizon OS
Meta Horizon OS, anciennement connu de manière informelle sous le nom de Meta Quest Platform ou Meta Quest OS, est un système d'exploitation de réalité étendue pour la gamme d'appareils Meta Quest créée par Meta. Initialement développée pour le système d'exploitation embarqué sur l'Oculus Rift et l'Oculus Rift S (en), la plateforme est basée sur le système d'exploitation Android depuis la sortie de l'Oculus Go (en) en 2018. Il prend d'abord en charge la réalité augmentée via le passage de la caméra en niveaux de gris lors de la sortie de l'Oculus Quest en 2019, puis prend en charge le passage des couleurs depuis la sortie du Meta Quest Pro (en) en 2022.
Le 22 avril 2024, la société annonce que la plateforme serait rebaptisée Meta Horizon OS et ouverte aux fabricants de casques tiers, à commencer par Microsoft, Asus et Lenovo,.

## Histoire
La plateforme est initialement développée par Oculus VR pour le système d'exploitation embarqué de l' Oculus Rift DK1 (Kit de développement 1), qui est mis à la disposition des développeurs en 2013.
Le développement de la plateforme logicielle s'intensifie à la suite de l'acquisition en mars 2014 d'Oculus VR (désormais la division Reality Labs de Meta). Sous Facebook, Oculus VR collabore avec Samsung pour développer le casque Samsung Gear VR basé sur Android, avec la division Oculus VR portant les applications Oculus Home, Oculus Store, Oculus Cinema (plus tard Video) et d'autres logiciels d'application nécessaires, et développant le SDK Oculus Mobile, le micrologiciel du capteur de suivi, Android optimisé et les pilotes GPU requis pour la réalité virtuelle,. Le développement du logiciel est étroitement lié aux propres projets de Facebook en matière de développement de casques de réalité virtuelle. Oculus Go, le premier appareil Oculus à utiliser Android et le premier appareil VR autonome de la société, est sorti le 1er mai 2018. Les applications et les jeux créés pour les casques Rift sont rétrocompatibles avec l'Oculus Quest.
Le 22 avril 2024, la société annonce que la plateforme serait rebaptisée Meta Horizon OS et ouverte aux fabricants de casques tiers, à commencer par Microsoft, Asus et Lenovo. Dans la même annonce, le Meta Quest Store est renommé Meta Horizon Store, l'application mobile compagnon Meta Quest renommée application mobile Horizon et un nouveau framework d'application spatiale est annoncé pour aider les développeurs mobiles à porter leurs logiciels ou à programmer des applications originales pour Horizon OS. Malgré l'octroi de licences pour le système d'exploitation à des fabricants tiers pour des marchés de niche tels que les jeux, le fitness et la productivité, Meta est prêt à continuer de fabriquer son matériel Quest pour son marché généralisé actuel.

### Utilisation communautaire
De plus, l'intégralité du code source du Rift DK1 est rendue publique en septembre 2014, y compris le firmware, les schémas et les composants mécaniques de l'appareil. Le firmware est publié sous une licence BSD simplifiée, tandis que les schémas et les composants mécaniques sont publiés sous une licence Creative Commons Attribution 4.0 International.
En octobre 2021, Meta publie une mise à jour de l'Oculus Go qui peut être téléchargée pour débloquer un « accès root complet » au matériel de l'appareil. Cette mise à jour, qui est irréversible et bloque les mises à jour OTA ultérieures, est censée maintenir les appareils opérationnels pour les utilisateurs même après la mise hors ligne de l'infrastructure cloud officielle de Meta pour l'appareil.

## Caractéristiques

### Logiciels pris en charge
Le principal moyen d'installer des logiciels sur les appareils Quest est via le Meta Quest Store. Les applications non ludiques notables disponibles sur la plateforme incluent ESPN, Facebook Watch, YouTube VR, Fandango, Firefox Reality, Netflix, Amazon Prime Video VR, Pluto TV, Red Bull TV, Sling TV et Within. Les applications sociales populaires compatibles VR incluent Horizon Worlds, VRChat et Roblox.
L'Oculus Quest et les appareils suivants prennent en charge « Meta Quest Link » (anciennement connu sous le nom de « Oculus Link »), un environnement d'exécution OpenVR et OpenXR qui permet d'afficher des jeux PC VR sur des casques pris en charge connectés via USB. En avril 2021, Oculus publie « Air Link », un mode alternatif qui utilise le Wi-Fi pour la connectivité au lieu de l'USB. SteamVR, un autre environnement d'exécution OpenVR et OpenXR, prend également en charge plusieurs casques Quest.
L'Oculus Go est sorti avec Oculus Gallery, Oculus Video, Oculus TV, Oculus Venues et Oculus Rooms préinstallés. Les chambres des données sont fermées le 25 octobre 2019.  Progressivement, la prise en charge des applications compatibles avec Oculus Go est abandonnée.